# Ungdom i fara
Ungdom i fara är en svensk dramafilm från 1946 i regi av Per G. Holmgren. I huvudrollerna ses Carl-Henrik Fant, Nita Värhammar och Sven-Eric Carlsson.

## Handling
Wille Nilsson, en ung man med trassliga hemförhållanden, står med några kompisar inför rätta anklagad för bilstöld. Medan kompisarna döms till fängelse, har Wille tur och slipper undan med villkorligt straff. Han har också tur med den övervakare som utses, socialassistenten Bo Wärn, som lyckas ordna både bostad och jobb. 
Wille har haft samröre med Ärret, ledare för en liga av unga småbrottslingar, och denne ser den villkorliga domen som ett förräderi av Wille; han måste ha tjallat för att rädda sitt eget skinn. Ärret bestämmer sig för att hämnas på Wille. 

## Om filmen
Filmen hade urpremiär den 11 november 1946 på biograf Grand i Hässleholm. Den spelades till stor del in i Hässleholmstrakten under juni och juli samma år. Stockholmspremiären ägde rum den 27 januari 1947 på biograf Olympia. Filmen har visats vid ett flertal tillfällen på TV4.

## Roller i urval
- Carl-Henrik Fant – Wille Nilsson
- Nita Värhammar – Karin, Willes flickvän, klubbordförande
- Sven-Eric Carlsson – Ärret, ligaledare
- Mimi Nelson – Maggi, ligamedlem
- Hans Sundberg – Frotte, ligamedlem
- Gunnar Sjöberg – socialassistent Bo Wärn, Willes övervakare
- Barbro Hiort af Ornäs – journalist Bibbi Nicklasson
- Stina Ståhle – Märren, Ärrets mamma
- Per Oscarsson – Stickan, Karins bror, medlem i klubben
- Anna-Stina Osslund – Britt, Stickans flickvän, medlem i klubben